# Zarechnoye
La mine de Zarechnoye est une mine qui extrait de l'uranium du sous-sol par lixiviation in situ située dans le bassin du Syr-Daria au Kazakhstan, environ à 200 km à l'ouest de Chimkent et 450 km au sud-est de Kyzylorda.
La mine est détenue par une coentreprise dans laquelle la société Uranium One possède  49,67 % des parts, Kazatomprom 49,67 % et les 0,66 % restant appartiennent à une société du Kyrgyzstan. Le gisement d'uranium est estimé à 90 millions tonnes de minerai possédant une teneur de 0,036 % d'uranium.

## Histoire
La production de la mine débute en janvier 2009 dans le cadre d'un programme pilote.
En 2013, la mine de Zarechnoye produit 931 tonnes de concentrés d'uranium, dont 462 tonnes reviennent à Uranium One.